# Ariadne Oliver
Ariadne Oliver je izmišljeni lik iz romana Agathe Christie.
Gospođa Oliver je spisateljica kriminalističkih romana i prijetaljica Herculeom Poirotom. Ona često pomaže Poirotu svojim znanjem kriminalnog uma. Govori da se služi "ženskom intuicijom". Jako voli jabuke, što je bila glavna činjenica u romanu Dogodilo se na dan Svih svetih.
U romanima njen glavni lik je finski vegeterijanac Sven Hjerson. U mnogo nastupa njeno osjećaji prema Hjersonu slični su Christienim osjećajima prema Poirotu. 
Ariadne Oliver se pojavljuje u djelima:
- Parker Pyne istražuje (1934.)
- Karte na stol (1936.)
- Gospođa McGinty je mrtva (1952.)
- Sajam zločina (1956.)
- Kod bijelog konja (1961.)
- Treća djevojka (1966.)
- Dogodilo se na dan Svih svetih (1969.)
- Slonovi pamte (1972.)

Njene knjige i likovi bili su tema likova u knjizi Tajanstveni satovi (1963.)
U filmu Glupost ubijenog iz 1986. gospođu Oliver tumačila je Jean Stapleton, a u flimu karte na stol iz 2005. tumačila ju je Zoë Wanamaker. U tom filmu Poirota tumači David Suchet. 